# Haus Steinfurt

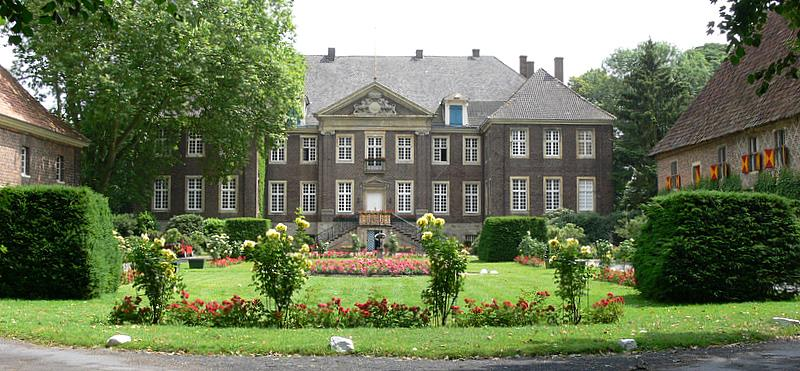
Haus Steinfurt

Haus Steinfurt, das auch Schloss Steinfurt oder Haus Drensteinfurt genannt wird, ist ein Wasserschloss in Drensteinfurt im Münsterland.

## Die Anlage
Das Schloss ist ein münsterländisches Wasserschloss, das von Gräften umgeben ist, in welche die Werse mit einbezogen wurde. Vom Park gelangt man über die Gräftenbrücke zum großen Tor, das durch Torhäuser flankiert wird. Vor der Brücke steht eine Wassermühle.

## Gebäude
Zwischen 1707 und 1709 wurde das Herrenhaus von Lambert Friedrich Corfey im Auftrag von Johann Matthias Freiherr von der Recke anstelle des festen Hauses und der Burg aus dem Mittelalter zur Sicherung der Furt durch die Werse errichtet.
Ältester Teil der Anlage ist das Torhaus im rechten Seitenflügel aus den Jahren 1583 bis 1591. 1829/1830 wurden die beiden Torhäuschen durch den Schinkel-Schüler Heinrich Johann Freyse, Stadtbaumeister in Krefeld, errichtet.

## Besitzer
Als erste Besitzer werden 1177 Lubbert von Steinfurt (von Stenvorde) als Lehnsträger des Haupthofs erwähnt. Um 1200 wurden die Herren von Rinkerode (von Rynkerothe) belehnt. Die Edelherren von Volmestein kamen 1324 durch Heirat in den Besitz der Anlage. Durch die Heirat der Erbtochter Neyse (Agnes) von Volmestein 1429 ging der Besitz an das aus der Grafschaft Mark stammende Uradelsgeschlecht von der Recke zu Heeren. Das landtagsfähige Rittergut wurde aus der Osnabrücker Lehnshoheit 1480 von Johann von der Recke ausgelöst und ihm als allodiales Gut übertragen. Im Jahr 1468 trennten sich die Recke in eine Steinfurter und eine Heessener Linie. Nachdem sie 1533 zum protestantischen Glauben übertraten, konvertierte die Steinfurter Linie 1651 zum katholischen Glauben, was die Voraussetzung schuf, um zu einer der bedeutendsten stiftsfähigen Familien des landsässigen Adels im Hochstift Münster aufzusteigen. Johann Matthias, der Bauherr des Schlosses, hatte aus seiner ersten Ehe mit Anna Magdalena Bernhardine Maria Gräfin von Plettenberg einen Sohn, Ferdinand Wilhelm Joseph, Mitglied der Münster’schen Regierung, den er zunächst als Alleinerben einsetzte. Wieder verheiratet mit Maria Franziska Theresia Gudula Freiin von Wolff-Metternich, bekam er einen zweiten Sohn, Franz Arnold, den er nun als Universalerben einsetzte und der faktisch Alleinbesitzer der Güter wurde, während Ferdinand Wilhelm auf den Pflichtteil gesetzt wurde. Daraus entstand ein erbitterter Rechtsstreit zwischen diesen beiden, bei dem das Erbe geteilt wurde. Franz Arnold hatte keine Nachkommen; so wurde seine jüngste Schwester, Anna Maria Theresia von der Recke, Erbin seines Anteils und brachte Haus Steinfurt durch ihre Ehe mit Franz Kaspar Ferdinand von Landsberg zu Erwitte in das ebenfalls freiherrliche Geschlecht von Landsberg zu Erwitte. Alleinerbin des Anteils von Ferdinand Wilhelm Joseph, der keine Söhne hatte, war seine älteste Tochter Maria Berhardine, verheiratet mit Clemens August I. von Droste zu Hülshoff. Sie, die musisch hochbegabte Großmutter der Dichterin Annette von Droste-Hülshoff, versäumte jedoch, rechtzeitig ihre Ansprüche in weiteren Rechtsstreitigkeiten anzumelden und so entging dieses Erbe den Droste-Hülshoffs. Denn anschließend folgten Erbstreitigkeiten mit den von der Recke zu Stockhausen, denen nach Lehnsrecht die Volmarsteinsche Lehnkammer zugestanden hätte und die schließlich 1810 durch einen Vergleich beendet wurden. Der Erbsohn Engelbert von Landsberg-Erwitte starb 1810 ohne Kinder zu hinterlassen. Dadurch erbte der Enkel seines Bruders Clemens August das Haus. Dieser hatte 1757 die Erbtochter Anna Theresia von Velen geheiratet. Im Oktober 2009 starb Ignatz-Wessel Freiherr von Landsberg-Velen und vererbte das Schloss an seine Tochter Marie-Antoinette, die es mit ihrem Ehemann Adolf Meran bewohnt. Die Vorburggebäude sind zu Wohnzwecken vermietet.